# Distrikt Kitgum
Kitgum ist ein Distrikt im Norden Ugandas, der im Norden an den Sudan grenzt. Er hat eine Fläche von 9773,63 km². Hauptort des Distrikts ist der gleichnamige Ort Kitgum, 452 km von der Hauptstadt Ugandas, Kampala, entfernt. Der Distrikt hat laut dem Zensus von 2014 eine Einwohnerzahl von 204.048, wobei durch die Flüchtlingsbewegungen und die große Zahl an Flüchtlingscamps infolge des Rebellenkampfes der Lord’s Resistance Army (LRA) die tatsächliche Bevölkerungszahl variieren kann. Die Einwohner leben großenteils von Subsistenzwirtschaft.
Kitgum bildet gemeinsam mit Gulu and Pader das Acholiland, das das Hauptgebiet des Volkes der Acholi ist. Bis zum 4. Dezember 2001 gehörte Pader ebenfalls zu Kitgum, wurde dann aber abgetrennt. Kitgum besteht nun aus zwei Countys, Lamwo und Chua. 2010 wurde der Lamwo Country vom Chua Country getrennt und bildet seitdem einen eigenen Distrikt, den Distrikt Lamwo.
Abgesehen von regelmäßigen Plünderungszügen der LRA leidet die Bevölkerung des Gebiets traditionell unter Viehdiebstählen, die auch unter Beteiligung von Lango-Gruppen, der weiter östlich siedelnden Karamojong und grenzüberschreitend der Bevölkerung um die südsudanesischen Imatong-Berge (Buya, Lotuko, Didinga) begangen werden. Die daraus entstandenen Fehden wurden früher mit Speeren und werden heute mit modernen Waffen ausgetragen. Lotuko, die ebenfalls Opfer von LRA-Übergriffen sind, werden auf ugandischer Seite für die Plünderung von Feldern verantwortlich gemacht.